# Ісрадипін
Ісрадипін (англ. Isradipine) — синтетичний препарат, що є похідним дигідропіридину та належить до групи блокаторів кальцієвих каналів, для перорального та парентерального застосування.

## Фармакологічні властивості
Ісрадипін — синтетичний препарат, що є похідним дигідропіридину та належить до групи блокаторів кальцієвих каналів. Механізм дії препарату полягає у блокуванні так званих «повільних» кальцієвих каналів, уповільнюючи входження іонів кальцію в клітини та знижуючи його концентрацію в клітинах. Ісрадипін має антиангінальний та антигіпертензивний ефекти, знижує тонус гладкої мускулатури судин, розширює коронарні та периферичні артерії, знижує загальний периферичний судинний опір, артеріальний тиск, практично не впливає на скоротливість міокарду, зменшує післянавантаження та потребу міокарду в кисні, покращує коронарний кровообіг та не пригнічує провідність міокарду. Ісрадипін має вищу спорідненість до кальцієвих каналів судин, чим до кальцієвих каналів міокарду. Ісрадипін має виражений вазоділятуючий ефект по відношенню до судин серця, скелетних м'язів та головного мозку. Ісрадипін підвищує швидкість кровотоку у нирках та має помірний сечогінний ефект. Ісрадипін практично не впливає на вуглеводний обмін та має властивості бронхолітика.

### Фармакодинаміка
Ісрадипін після перорального прийому швидко та добре всмоктується у шлунково-кишковому тракті, але біодоступність препарату складає лише 16—24% у зв'язку з ефектом першого проходження через печінку. Максимальна концентрація в крові після перорального прийому досягається протягом 2—5 годин. Ісрадипін добре зв'язується з білками плазми крові. Ісрадипін незначно проникає через плацентарний бар'єр та виділяється у грудне молоко. Метаболізується препарат у печінці. Виводиться ісрадипін із організму переважно із сечею у вигляді метаболітів, частково виводиться із калом. Період напіввиведення препарату складає 8 годин, дані про збільшення цього часу при порушеннях функції печінки та нирок суперечливі.

## Показання до застосування
Ісрадипін застосовується для лікування гіпертонічної хвороби.

## Побічна дія
При застосуванні ісрадипіну можливі наступні побічні ефекти:
- Алергічні реакції та реакції з боку шкірних покривів — часто екзема, кропив'янка, гарячка, еритема шкіри, гіпергідроз; рідко набряк Квінке.
- З боку травної системи — часто нудота, блювання, діарея, біль у животі, сухість у роті, метеоризм, атонія кишечника, холестаз; рідко гепатит, втрата апетиту; вкрай рідко гіперплазія ясен.
- З боку нервової системи — часто головний біль, запаморочення, підвищена втомлюваність, загальна слабкість, парестезії, порушення зору; рідко дратівливість.
- З боку дихальної системи — часто кашель, задишка, бронхоспазм, біль в грудній клітці.
- З боку серцево-судинної системи — часто тахікардія, посилення приступів стенокардії, артеріальна гіпотензія, периферичні набряки, приливи крові до обличчя, екстрасистолія; рідко брадикардія; вкрай рідко  інфаркт міокарду, тромбоцитопенічна пурпура.
- З боку сечостатевої системи — часто почастішання сечовипускання, імпотенція, гінекомастія.
- З боку опорно-рухового апарату — рідко артралгія.
- Порушення з боку обміну речовин — рідко гіперглікемія, збільшення маси тіла.
- Зміни в лабораторних аналізах — рідко анемія, лейкопенія, тромбоцитопенія, гіперглікемія, підвищення  активності амінотрансфераз в крові.

## Протипокази
Ісрадипін протипоказаний при підвищеній чутливості до похідних дигідропіридину, кардіогенному шоці, нестабільній стенокардії, вираженій артеріальній гіпотензії, при інфаркті міокарду, вагітності та годуванні грудьми, тяжких порушеннях функції печінки та нирок. Ісрадипін застосовують з обережністю при мітральному та аортальному стенозі, гіпертрофічній кардіоміопатії, вираженій тахікардії або брадикардії, синдромі слабості синусового вузла. Ісрадипін не застосовується у дитячому та підлітковому віці.

## Форми випуску
Ісрадипін випускається у вигляді таблеток по 0,0025 г; желатинових капсул по 0,005 та 0,01 г і ампул по 10 мл 0,01% розчину. Станом на 2014 рік в Україні даний препарат не зареєстрований.

## Стереохімія
Ізрадипін містить стереоцентр і складається з двох енантіомерів, точніше атропізомерів. Це рацемат, тобто суміш 1: 1 ( R ) та форми ( S ):
| Енантиомери іррадіпіну | Енантиомери іррадіпіну |
| ---------------------- | ---------------------- |
| CAS-Nummer: 84260-63-9 | CAS-Nummer: 84260-64-0 |